# Breaking the Language Barrier
Breaking the Language Barrier (deutsch Die Sprachbarriere überwinden) ist ein US-amerikanischer Dokumentar-Kurzfilm von und über die United States Air Force von 1961, der für einen Oscar nominiert war.

## Inhalt
Im Film geht es um Flugshows, die die United States Air Force Thunderbirds in Südostasien veranstaltet, um zu zeigen, dass die Vereinigten Staaten daran interessiert sind, mit anderen Völkern ein gutes Verhältnis zu haben. Da diese Shows keinen Sprachbarrieren unterliegen, werden sie überall verstanden. 

## Produktion
Produziert wurde der Film von der Lookout Mountain Air Force Station der United States Air Force, von der er auch vertrieben wurde.
Der Film wurde von der Zeitschrift Industrial Photography: The Magazine of Photography at Work als USAF-Beitrag ausgewählt. 

## Auszeichnung
Oscarverleihung 1962
- Nominierung in der Kategorie „Bester Dokumentar-Kurzfilm“ für die United States Air Force und den Film